# Górka (powiat krotoszyński)
Górka – wieś w Polsce położona w województwie wielkopolskim, w powiecie krotoszyńskim, w gminie Kobylin.
W latach 1975–1998 miejscowość należała administracyjnie do województwa leszczyńskiego.